# Пюксье
Пюксье́ (фр. Puxieux) — коммуна во французском департаменте Мёрт и Мозель, региона Лотарингия. Относится к  кантону Шамбле-Бюссьер.	

## География

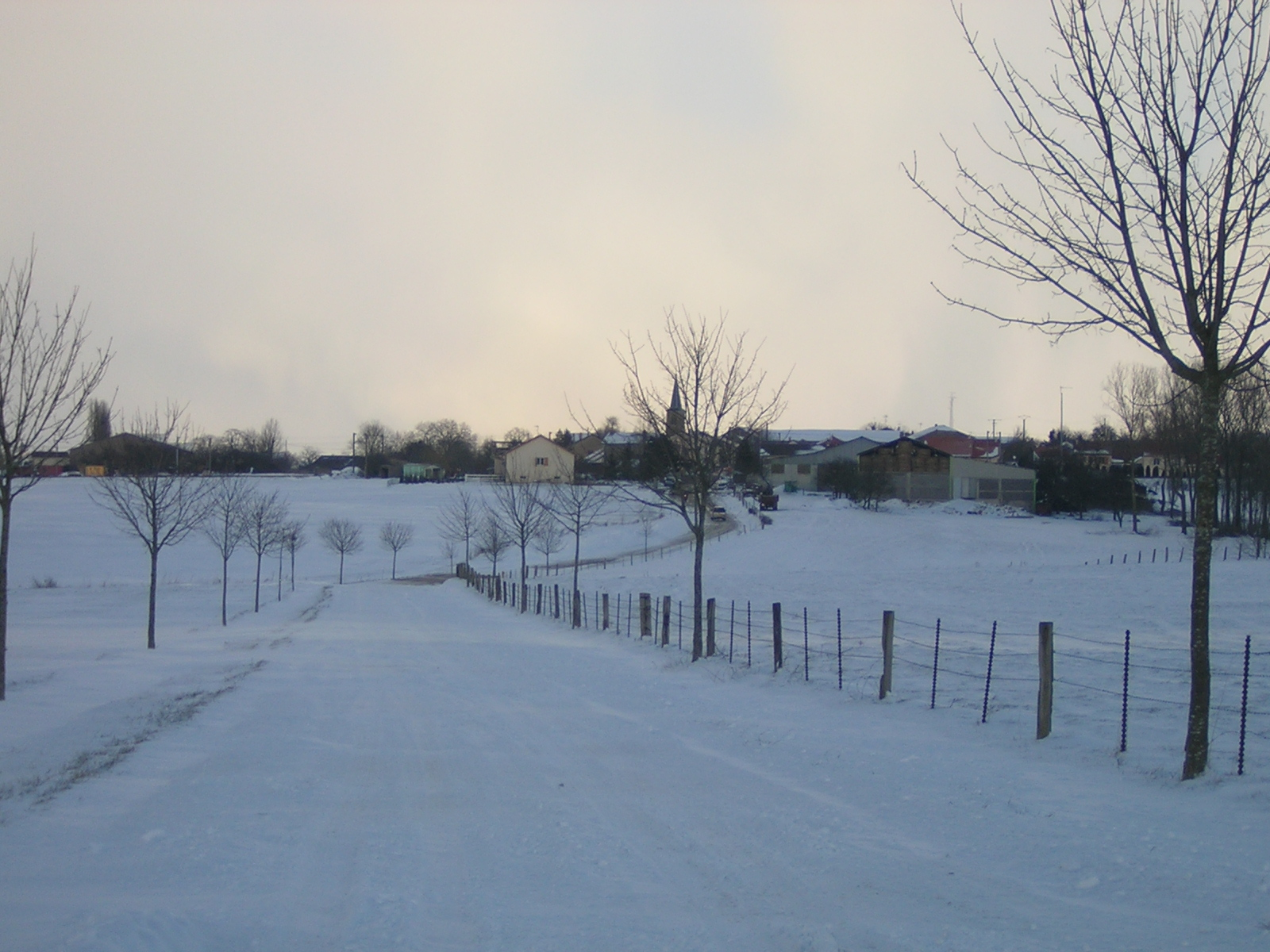
Пюксье симой.

Пюксье расположен в 22 км к западу от Меца и в 50 км к северо-западу от Нанси. Соседние коммуны: Марс-ла-Тур на севере, Тронвиль на востоке, Шамбле-Бюссьер на юге, Ксонвиль на юго-западе, Спонвиль на западе, Аннонвиль-Сюземон на северо-западе.

## История
В 1867 году здесь был раскопан франкский некрополь со 100 захоронениями.					

## Демография
Население коммуны на 2010 год составляло 246 человек.
| 1962 | 1968 | 1975 | 1982 | 1990 | 1999 | 2010 |
| ---- | ---- | ---- | ---- | ---- | ---- | ---- |
| 159  | 176  | 146  | 120  | 140  | 179  | 246  |